# 打工吧！魔王大人
《打工吧！魔王大人》是日本作家和原聰司撰寫、029繪製插畫的輕小說作品，獲得第17屆電擊小說大獎銀賞。在這本輕小說真厲害！2014年獲得作品部門第六名。截至2021年3月，累積發行量超過350萬卷。
由作畫的改編漫畫於《月刊Comic電擊大王》2012年2月號至2025年7月號連載。2012年10月電視動畫化決定，2013年4月至6月播放。2021年3月宣布製作第二季，第一部份於2022年7月至9月播出，第二部分於2023年7月13日至9月28日播出。

## 故事簡介
曾席捲「聖十字大陸」安特·伊蘇拉的魔王軍，在勇者率領的反抗軍追擊之下，不得不靠著異世界之門撤退到其他世界。而異世界之門的另一側是現代的日本。
現代日本沒有魔力的概念，想開啟異世界之門回到原本世界簡直是難如登天。在不得已之下，住在東京都笹塚三坪大房間的魔王改名成「真奧貞夫」，在速食店打工，目標成為正式員工，作為征服日本的第一步。
另一方面，追蹤魔王而來的勇者艾米莉亞，在不存在天界之力「聖法氣」的日本也和一般人相同，以「遊佐惠美」的身分，一邊擔任約聘員工，一邊準備打倒魔王。
本作以異世界人互動為中心，為打工魔王的庶民派奇幻故事。

## 登場人物
※日本聲優若列出兩個名字，前者為電視動畫版，後者則為廣播劇CD版。

### 主要人物
真奧貞夫（Maou Sadao，聲：逢坂良太、小市真琴〔少年〕／松本忍）
本作的男主角。在異世界安特·伊蘇拉時，名為「撒旦（Satan）」。實際年齡為300歲，在日本偽裝成20歲，同時身形與在安特·伊蘇拉時的模樣差非常多；除了正常狀況下如同性格友善的青少年一般的年輕打工族外表，一旦恢復魔力，身形會比現實高壯許多，頭上代表惡魔的角也會重新出現（但因為與勇者的戰鬥而斷了一根），全身肌肉發達，雙足也會變回傳說中代表惡魔的山羊蹄。
在摩天輪跟惠美說了真正身分是魔界一個部族的遺族，全名是撒旦 雅各布。過去出生於魔界一個弱小的部族，當時的魔王是個跟哥布林差不多的脆弱存在。有一天整個部族遭其他魔族屠殺，魔王父母雙亡的同時還身受重傷、奄奄一息的在哭泣，一個路過的天使以第一次看到惡魔在哭為理由救了他，在療傷過程中天使告訴他許多知識與見聞，並在臨行前送給他一個寶石（基礎的碎片），真奧憑著當時所得到的知識與見聞成為日後的魔王撒旦。
企圖以魔王身分君臨世界，魔王軍卻被勇者艾米莉亞打敗。為了那天能在安特·伊蘇拉東山再起，在艾謝爾的建議下，開啟異世界之門逃到現代日本，卻因為日本沒有魔力之故受困於此。在利用殘存的魔力偽造了身分後，和蘆屋四郎與漆原半藏同住在東京都澀谷區笹塚的「Villa．Rosa笹塚」的201號室。原本以收入不錯的人力派遣工作謀生，但因為公司被取締而失業。做過包括道路施工現場的交通管制、產品的分類工作、搬家公司的助手、負責整隊的車站人員等工作，於來到日本剛好半年的時候錄取擔任麥丹勞的長期打工人員。
十分優秀的打工人員，才開始工作半年時薪就加薪200日元，也獲選幡之谷站前店內員工的本月MVP，並被任命為特定時間帶的負責人員。惠美和鈴乃都認為他接待客人的樣子一點都不像魔王；另外他在動畫第12集表示，麥丹勞的制服是租借的，因此他在戰鬥中不會穿著制服以免損壞賠償。
他除了使用魔力在幾天內習得日語，也學會了說流利的英語。身為魔王，讓他具有對其他人的陰謀與惡意特別敏感的洞察力和觀察力，亦使他是最早就推斷出敵方目的的人。而且適應能力很高，一年以內已經適應了在地球上的生活。即使多次遇上了危機都能藉由他的機智轉危為安。但另一方面卻對於其他人的真誠和好感，如感情比較遲鈍。
因在路上遇到勇者並在沒有察覺的情況下送傘，引起勇者的注意與觀察，並在被勇者確認身分後受到勇者追殺。以後仍不斷被勇者跟蹤及捲入連串事件。
自從來到地球後精神上有很大的轉變，待人溫和又認真的在融入人類社會中，對身為消滅魔王軍的最大仇敵惠美不但毫無敵意，甚至為救他人願意消耗自己殘存的魔力，讓勇者一行人和鈴乃一開始都不敢相信他是以前肆虐安特·伊蘇拉的魔王。曾說過去不瞭解人類，在聽到惠美因魔王軍而失去父親時對她道歉。
與勇者一起照顧拉碧絲，在魔王城與勇者一起睡覺一晚。
漫畫中在海之家與主角群打工，遇見了自己的惡魔大元帥部下，拔出了以自己的角製造，人類不能拔出的劍，短暫恢復了魔力，並把從門來的魔王君趕回去，單手抱着惠美向惡魔宣布自己仍活著，且聖劍在自己手上，並為自己的歸來作好準備。
於第八卷在千穗的學校的戰鬥中，和艾契斯融合而因此得到了另一把「進化聖劍·單翼」，不過在第九卷末因為受到艾契斯的力量影響，不但無法在安特·伊蘇拉回復魔力，在使用艾契斯變成的聖劍時還會因此嘔吐（顯現出來的聖劍還非常小把），因此在第十卷初沒有和艾美拉達跟鈴乃一起行動，不過這個問題在第十卷後期因為艾契斯和她從艾謝爾那搜刮到的因長期受到魔力影響，而充滿魔力的“基礎”碎片融合讓“聖劍”變成了“魔劍”而得以解決。最後選擇與千穗在一起。
在《這本輕小說真厲害！》2014年年度男性角色排名獲得第五名。
遊佐惠美（Yusa Emi，聲：日笠陽子／淺川悠）
女主角。10月3日出生。實際年齡為17歲（八卷後為18歲），在日本偽裝成20歲。在異世界安特·伊蘇拉時名為「艾米莉亞·尤斯提納（Emilia Justina）」。為大法神教會的勇者。
真正身分是半天使，為人類父親諾爾德與大天使母親萊拉的混血女兒。能夠自在操作在其身體中寄宿著天界金屬「天銀」所構成的「進化聖劍·單翼」。普通狀態以下的頭髮為玫紅色，而使用聖法氣後會因為天使血脈而變為銀白色。頭上有根呆毛。
出身於西大陸的鄉下農村，曾經只是個普通的農家女兒。直到12歲時魔王軍的侵略中因其真正身份而被大法神教會帶走。與父親分開以後，農村就在魔王軍的侵略中燒毀。認為父親已經死亡的她，為了向魔王復仇而學習劍術和法術，並以教會騎士的身份投身於與魔王軍的戰鬥。在16歲時得到「進化聖劍·單翼」以後正式成為大法神教會的勇者，並且擊敗了魔王軍的西部大陸侵略軍惡魔大元帥路西菲爾。
在魔王城只差一點就能夠打倒魔王撒旦和手下艾謝爾，卻讓他們逃到異世界，為了持續追擊而來到日本，卻被其夥伴奧爾巴背叛而拋棄。而且與魔王的情況相似的是，因為日本沒有聖法氣之故而受困於此，因而開始一般平民生活。
性格愛恨分明，雖然本性正直、溫柔、善良、責任感強，而且會為友人著想，但受到過去影響而在面對任何魔界之人時都毫不留情。即使在日本，在面對魔王時的固執和急躁情緒仍然相當明顯。面對惡魔們時經常口出如黑社會的恐嚇台詞，因此總被魔王認為「不像勇者」、「毫無勇者風範」。
喜歡使用表面可愛的東西，她所掉落的錢包為印有「放鬆熊」、白色小熊以及黃色小鳥圖案的折疊式錢包。另外亦喜歡日本時代劇，雖然不至於像鈴乃那樣，但亦以時代劇的主題曲為其智能手機的鈴聲。喜歡偵探劇。非常在意自己不算豐滿的身材，一旦被提起絕對會發火。
在大型手機電信公司—「DOCODEMO」集團擔任契約員工，作為客服中心的電話客服接綫員。根據履歷表，除了法術外，由於多益成績達到700分，被認為在該工作場所中最適合回應外國人的查詢而頗受重用。住在東京都杉並區永福町的「Urban•Heights永福町」的501號室，為具有自動鎖門、兩間房、八張榻榻米、浴室、空調和電磁爐的公寓，每月租金為50,000日元。她本人表示「有很多原因」。事實上那個某種原因是因為那是鬧鬼的公寓。公寓裡的幽靈教了她許多日本的知識。特技是驅魔。
來到日本以後更養成沒有冷氣活不下去的冷氣病體質。喜歡以微波炉加熱而成的咖哩作主食。曾經認真考慮過要帶各式電器回到安特·伊蘇拉。
在日本一次下雨中意外遇上人類模樣的魔王，並在對他觀察期間發現企圖使用魔力以後，企圖以在笹塚的100圓店購買的刀子刺殺魔王，結果反被警察當成情侶吵架，被她認為是奇耻大辱。一旦被提起亦會發火。
在記下了魔王的住所以後，在工作時間外都不辭勞苦地到笹塚暗中監視魔王一方，連自己都認為這樣黏著魔王城里過和平生活的三個惡魔，根本與跟踪狂無異。
但儘管並不是自願的，往後仍出現和魔王有依賴關係的情節，對魔王的強硬態度亦逐漸軟化。尊重作為朋友的千穗對貞夫的心意，希望在大家都能接受的狀態下討伐魔王。
然而在阿拉斯·拉瑪斯和聖劍融合以後，因為陷入討伐魔王的目標與「讓女兒親手弒父」兩者彼此衝突而左右為難的困境，使前者的難度增加；而從加百列口中得知父親尚在人世的時候，更對討伐魔王的目標陷入複雜迷惘的狀態，而到了現在已經不知道到底要不要討伐魔王了。
第八卷為收集母親萊拉遺留下來的線索而獨自回到安特·伊蘇拉，原預計一個星期後返回，卻在過了期限後仍然未歸，奧爾巴用惠美於安特·伊蘇拉舊家的麥田要挾，被迫聽命於奧爾巴等人。
第十卷中在魔王等人與艾美拉達的幫助下保住了安特·伊蘇拉舊家的麥田並救回其父親諾爾德·尤斯提納，最後與魔王等人一起回到了日本，並在十卷末由鈴木梨香告知其因為無故缺勤一個月所以被公司開除了；不過在第十一卷中開始在麥丹勞打工，並由被木崎命令的魔王擔任指導。在漆原的房間內由真奧發現其母親萊拉，不發一語地送上耳光把其打至臉腫；第十二卷由於其萊拉的影響導致她的心情變得異常，結果從見萊拉後一直都沒有回過公寓。在千穂迎接她之後惠美終於發現魔王為什麼當初不公開萊拉就是當年救了他的人（希望惠美不要因為天使救了惡魔而產生動搖）。
佐佐木千穗（Sasaki Chiho，聲：東山奈央）
東京都立笹幡北高中2年級學生。9月10日出生，16歲（八卷後為17歲），住在東京都涉谷區幡之谷，父親佐佐木千一是原宿警察局巡查部長。與魔王在麥丹勞打工的晚輩店員。
身高較矮，但胸部發育比勇者好得多，連鈴乃和勇者都一臉羨慕和嫉妒。
對魔王有好感（最終回21卷，魔王選擇並接受了千穗），更一度認為勇者是魔王的前女友。可惜由於魔王的感情上遲鈍，加上總會遇上突發事件而不太感受到。
自從她開始在麥丹勞打工並與魔王接觸以後，除了經常耳鳴，亦只有她的家會發生特别大的地震。其後證實是由艾伯特所發出的「概念收發」的精神感應，以及在異世界安特·伊蘇拉的艾美拉達和教會的人都放出「聲納」（一種魔力爆發）正好落在千穗家導致只在千穗家引發大地震。
在被路西菲爾劫持為人质，目睹魔王、艾謝爾與勇者和路西法與奧爾巴以真面目交戰以後，成為目前第一得知魔王與勇者的真正身分的一般人，同時也是雙方的共同友人。會為了無法幫助魔王而煩惱，擔心有一天魔王和勇者等人要回到安特·伊蘇拉了斷。魔王曾建議將那些記憶消除，而鈴乃更強硬表明要把那些記憶以及安特·伊蘇拉在日本的痕跡一併消除，但她卻拒絕並表明不願忘記和她們這段時間所相處的時光。
因為與真奧等人牽扯甚深且本人也有這個意思，由遊佐與鎌月教導聖法氣的修練且已學會「概念收發」。
蘆屋四郎（Ashiya Shirō，聲：小野友樹／子安武人）
在異世界安特·伊蘇拉時的本名為「艾謝爾（Alsiel）」，高等惡魔，魔王手下的四大心腹之一－四天王中最具謀略的智將。實際年齡為1,500歲，卻在日本與魔王一樣偽裝成20歲。履歷表上的字體寫得很仔細，似乎使用淺顯的筆書寫。日常娛樂是看書以充實知識。
負責異世界安特·伊蘇拉的東部大陸侵略軍，並在最早階段已經將其壓制，但在其他惡魔大元帥相繼敗亡後領軍撤回中央大陸，欲加固中央大陸防禦以迎戰人類聯軍。在魔王軍被勇者艾米莉亞打敗以後，為唯一與魔王逃到現代日本的手下。作為人類形態的外表是高大的身形銀色長髮青年。在日本擔任專業主夫。和貞夫（魔王，一開始）及半藏（路西法，擊敗他以後）住在一起。
原本與魔王一樣以收入不錯的人力派遣工作謀生，但因為公司被取締，而接受魔王的建議：由魔王來工作，而勇者則負責找出恢復魔力的方法。
除負責家務外還四處尋找回復魔力的方法，同時管理貞夫的金錢開銷，對任何額外消費都會斤斤計較。
每次戰鬥時總是會趕回魔王城取斗篷，然後再趕回現場。
半藏來了之後，由於需要半藏在電腦上的能力，所以至今為止勉強容忍半藏在電腦上的花費。但是對半藏喜歡亂買東西以及不做家事常常抱怨。至今為止半藏在電腦上的花費都是四郎在外面兼職教授日語補貼。
自從開始進食鈴乃贈送的對惡魔有害的加入聖法氣的食材，對身為高級惡魔的他造成大約是像天天攝取反式脂肪之類有害物質般的不適，不過跟身體健康比起來，他選擇為了節省開銷而忍耐，稱其為以糧食援助為名的暗杀。
雖然在人類的狀態下是一個囉唆的家庭主夫，但在惡魔狀態下卻十分沉默，只會以最短的說詞說必要的話。擁有強力的念動力與全魔王軍中最堅硬的身軀，不管是加百列的迪蘭達爾還是勇者的進化聖劍都難以砍傷他，因此艾謝爾成為了艾米莉亞唯一討伐失敗的惡魔大元帥。在義勇軍攻入東大陸後成功退兵回到中央大陸固守。
漆原半藏／路西法（Urushihara Hanzō／Lucifer，聲：下野紘）
惡魔大元帥，魔王軍的四天王之一。過去憑藉強大實力成為大天使之首，更有「破曉之子」的美譽。但感到無聊而逐漸墮落，最後成為墮天使加入魔王軍。在魔王軍征服安特·伊蘇拉期間，由於對天界瞭如指掌的優勢，而被魔王委派負責攻打廣布大法神教會勢力的西部大陸，可惜敗於勇者艾美莉亞的聖劍之下，成為最先失勢的惡魔大元帥。原以為已經身亡，但事實上卻被奧爾巴暗中救下而存活。
與奧爾巴達成協議，以回歸天界做為報酬答應與其來到日本抹殺魔王與勇者，結果反而被回復力量的魔王擊敗，在力量盡失後重新歸入魔王軍。
來到日本以後最先發現回復魔力的方法，因而在日本引發一連串襲擊人類和各式搶劫事件。
由於外觀關係，在日本戶籍上，登記的年齡為18歲，並由法定監護人真奧扶養，在六疊大的「魔王城」過著尼特族的悠遊生活。由於具有精湛的電子設備及電腦駭客技術，貞夫有見及此，特意透過信用卡分期形式為其添置一台筆記型電腦，以便於網絡收集魔力相關的情報。可是他對於要使用一台以低廉價格買來的舊式電腦感到不滿。而由於他除了不做家事以外，還常常以貞夫的名義在網上訂些亂七八糟的東西並且要貞夫支付而增加財政壓力，再加上低劣頹廢的家裡蹲生活態度與不看氣氛情況說話的白目個性，不只讓他受到作為敵對關係的鈴乃和惠美與個性溫和的千穗等女性所輕視，連做為同伴的四郎也對他十分頭疼。也因而令漆原的待遇明顯非常差劣，真奧與蘆屋外出吃燒肉卻只帶便宜的豬肉丼便當回去給他；當眾人在貞夫家吃飯時，半藏不只因為桌子太小而被排除在外，連碗筷不夠的情況下都只給他用過的免洗餐盒與免洗筷。
過去曾經跟隨過遠古的大魔王撒旦，所以似乎知道遠古以前大魔王撒旦傳說的秘辛。
真正身份是大魔王撒旦的兒子。
鎌月鈴乃（Suzuno Kamazuki，聲：伊藤加奈惠）
剛搬到笹塚202號室成為真奧的新鄰居。10月1日出生。體形嬌小﹑衣著及言行帶有濃烈古式風格的女性。
真正身分是大法神教會訂教審議會筆頭審問官「克莉絲提亞·貝爾（Crestia Bell）」，為奧爾巴·梅亞的部下，以暗杀手段解決教會所認為的異端者，因此她持有「死神之鐮·貝爾」的別名。在發現奧爾巴的不法行徑及勇者還活著的事實後，為了自身的正義而來到日本尋找勇者，並協助她抹殺魔王然後一起回到安特·伊蘇拉，希望能藉此導正現今扭曲的教會。
一開始惠美以為鈴乃是對貞夫有所好感才主動接觸她，但後來才得知她的目的是為了暗殺魔王。魔王軍的貞夫、四郎甚至是半藏都大概猜想到鈴乃的目的，但他們都保持沉默。
使用武器是把平時從地球上購買的、平時別在頭上的十字架型髮簪（亦可使用相似的物品）以「武身鐵光」轉變而成的金色大槌「制裁之槌」。
擅長各種家事，並靠著向當舖變賣從安特·伊蘇拉帶來的物品（例如珠寶、钻石）得到的資金生活，因此沒有在日本工作的必要。對日本事物的學習都是從時代劇、昭和時代記錄片中學習，導致初到日本時有不少脫節。總是穿著浴衣，並且習慣稱呼別人時加上“大人”二字。非常擅長做烏龍麵。對於現代日本資訊及生活常識相當貧乏，以為suica是西瓜，甚至連超商都不知道。
經常給予魔王他們食材，令到魔王等人在生活上得到舒緩。但是鈴乃為了弱化魔王等人，在食材裡都加入聖法氣，對惡魔有害，而藉此進一步暗殺掉魔王軍。但是因為魔王有魔力抵消，而路西菲爾原本是天使，所以只對艾謝爾有用，但這已經讓艾謝爾相當痛苦。
基本上與魔王是敵對關係，但在戰鬥中為利害一致以下仍會選擇協助魔王。作為聖職者的她雖然對勇者以及魔王都採取了非常嚴厲的態度，但對於魔王的性格的評價仍會保持公正的判決力。意外的與勇者一樣，在意自己不算豐滿的身材，因此通常對於千穗難掩羨慕和嫉妒的神色。
作為聖職者不得已協助身為天使的沙利葉回收聖劍，但因無法忍受沙利葉的作為轉而協助貞夫。現仍為了協助惠美監視魔王城而繼續做他們的鄰居。
作為聖職者的技能而非常擅長雕刻。在第四卷，在魔王工作的海之家外，造出不同的沙雕作品，如天守阁、姬路城等，來吸引客人。
小說第九集得知真奧為何想支配安特·伊蘇拉後，並因為真奧的溫柔體貼及無意中的稱讚，而對他產生了好感，卻怕傷害遊佐惠美跟佐佐木千穗而不敢表白。不過也坦承能原諒真奧不得已的征服行為。而在第十集中被眾人發現對魔王的態度有明顯改變。
第十二卷在和梨香在麥丹勞大鬧一番被真奧趕出門後，發現自己仍有一句說話未能告訴真奧於是便拿出手機傳簡訊給真奧。在發現自己原來是第一次簡訊給真奧的時候，把連簡訊給惠美和千穗都不會用到的功能（表情）都用上，其內容為「工作完結後馬上回來♥惠美在公寓等你♥」。這樣不符合鈴乃風格的行為，一度令收到簡訊的真奧發自內心不想回魔王城。而鈴乃本人則表示不後悔自己做了不符合其風格的行為。
阿拉斯·拉瑪斯（Arras Ramus，聲：木野日菜）
從突然被傳送到魔王城的果實中誕生出來的小女孩。外表年齡大約為一到兩歲，一頭銀色的頭髮帶有少許紫色頭髮，會說日語卻毫無任何知識與記憶。剛開口就稱呼魔王（貞夫）為爸爸、勇者（惠美）為媽媽，讓眾人驚訝不已。可愛純真的模樣除了讓做為代理父母的貞夫與惠美百般疼惜外，更是深受其他人的寵愛（半藏除外）。
真正身分為生命之樹（Sephiroth）的質點—「耶索德（Yesod，意為基礎）」的碎片，當年魔王從救他一命的天使手中得到的物品。
天界為將其回收而派出加百列要將她強行帶走，最後與惠美的「進化聖劍·單翼」融合，擊退了加百列，從此之後阿拉斯就與艾米莉亞處於融合狀態。雖說是融合，但實質上阿拉斯·拉瑪斯仍保持自我意識並能獨立行動，不過離開一定距離後就會強制回到惠美體內。因此惠美的心境就陷入討伐魔王的目標與「讓女兒親手弒父」兩者彼此衝突而左右為難的困境。
最初被傳送來到日本後與魔王一起居住在魔王城，與勇者的「進化聖劍·單翼」融合以後居住在勇者的公寓。

### 日本
志波美輝（Shiba Miki，聲：齊藤貴美子）
「Vlla．Rosa笹塚」的屋主，也是真奧等人的房東。「美美BB」。
體態豐滿的濃妝女士，過於詭譎的外形容貌令貞夫對其人類的身份抱有懷疑。
在與漆原一戰後出國旅遊而不在日本，偶爾會寄明信片（比基尼照片），那些「豔照」是魔王城里三個惡魔的夢魘。
從剛見面起貞夫就以惡魔的本能覺得絕對不能忤逆她，而且似乎非常清楚貞夫與惠美等人的來歷，真實身份恐不單純。
第十卷魔王等人前往安特·伊蘇拉拯救勇者後，留在日本的千穗向大黑天禰提問中證實志波美輝的真實身分為地球的生命之樹（Sephiroth）的质点之一，为隐藏的第十一个质点Da`at(知识，knowledge）。
並於第十卷末出現於安特·伊蘇拉幫助了魔王等人。
大黑天禰（聲：甲斐田裕子）
志波美輝的姪女，是個皮膚有著健康小麥色的美女，能使用霧，是显示出不是魔力也不是圣法气但原形不明的压倒性的力量。對於惡魔來襲沒有太大的反應，被卡米歐說是如鬼神般的存在。宣稱自己是地球的「理解」之女。
經營海之家「大黑屋」，但自从魔王来打工并劝走了入侵现界的恶魔军团后随即消失了，只留下支付给魔王的报酬，可能也有不明的真实身份。
第十卷魔王等人前往安特·伊蘇拉拯救勇者後，留在日本的千穗向大黑天禰提問中證實天禰為質點之子與人類生下的混血兒，其父親大黑天智為地球的生命之樹（セフィロトの樹，Sephiroth）的質點Binah「理解」。
木崎真弓（Kizaki Mayumi，聲：內山夕實）
麥丹勞幡之谷站前店的店長。26歲，居住於東京都的涉谷區。在工作時間會要求店員在店內要稱她為「木崎小姐」。不僅持有多種證照及檢定，如防火管理人、TOEIC 860分等，還有著媲美模特兒的外貌與身材，是真奧在人類世界最敬畏的上司，而木崎對真奧的能力及工作態度也頗為肯定。
鈴木梨香（Suzuki Rika，聲：西明日香）
21歲的短髮女生。大型手機電信公司—「DOCODEMO」客戶服務熱線的合約員工，艾米莉亞的同事兼好友。
老家位於關西神戶，經營製鞋工廠。小學時曾經歷阪神大地震。因為無論走到哪裡、地震之後過了多少年，只要人們提到老家是神戶的話，大家最初談到的都一定提到地震的事情。從此就因為嫌麻煩而不再提家鄉的事情，到東京後改說東京標準音；在動畫第四集中，香港及台灣版播出帶將她說的方言以標準語混合漢語方言表示。
在肯特基就魔王話題談論而與來肯特基偵察的四郎相遇以後，對四郎有好感。
於「Villa．Rosa笹塚」201號室的魔王城中目睹了真奧被艾契斯抓著在空中飛、鈴乃和漆原超出常人的跳躍力、還有蘆屋和惠美的父親被加百列擄走。看到蘆屋被加百列等人擄走的時候奮力要救蘆屋但被攻擊昏倒，在大黑天禰及時現身後得救。
在真奧與千穗等人的解釋下得知了真奧與惠美等人的真正身分，視惠美為好朋友並向真奧等人表示不願消除記憶。
惠美不在的期間雖然和清水真季盡量幫其代班，但因惠美一個月毫無聯絡與無故缺勤依然被開除了。
知道真奧等人的真實身份後，對蘆屋的好感依舊，但有時會吐嘈奉公守法的真奧真的是魔王嗎。
水島由姬（聲：能登麻美子）
麥汪勞富島園店店長，與木崎真弓份屬同期。
佐佐木千一（聲：山岸治雄）
原宿警察局巡查部長，佐佐木千穗的父親。
在代代木的小巷裡發現從安特·伊蘇拉逃到日本而且受傷的魔王和艾謝爾，並以巡邏車將他們帶到原宿警察局，但被魔王以催眠魔法套取關於日本的情報。
其後於咖啡廳崩塌事件再度登場。
被魔王認為與千穗的相遇是因為他對魔王身上所帶魔力有某種反應影響。
佐佐木里穗（聲：本田貴子）
佐佐木千穗的母親，於動畫版第三集出場，並於動畫版第十一集打電話給麥丹勞向貞夫詢問在外不歸的千穗的下落。
東海林佳織（聲：山崎遙）
佐佐木千穗的同班同學，同樣是弓道社成員。
千穗是最親密的朋友，相互稱呼對方的綽號“佳佳”和“佐佐”。
從千穗口中得知魔王和艾謝爾以後，激發了某種妄想。
江村 義彌
佐佐木千穗的同班同學，同樣是僅有的三名同學年的弓道社成員。原作第7卷登場。
猿江三月（聲：井口祐一）
肯特基的店長，戴著非常稀奇，但不怎麼適合的太陽眼鏡。
但漆原藉由電腦駭入肯特基，發現這個名字並未在該公司名單裡，漆原認為是資料被篡改。
真正的猿江是隸屬廣告宣傳部。而該分店店長另有其人（姓氏為田中的女性）。
魔王等人遇見的是由大天使沙利葉所假扮。
參見沙利葉
渡邊（聲：間宮康弘）
通稱「邊叔」，於動畫版第九集登場。貞夫在「定期社區清掃志工活動」中認識的老人朋友。家中的庭院種了很多笹竹。
受到貞夫的誠懇請求，在七夕以前的笹幡七夕祭前從家中的庭院向麥丹勞幡之谷站前店提供笹竹。
廣瀨
笹塚商店街「廣瀨・單車店」的店長。
鈴乃破壞貞夫的單車以後，和魔王一起到他的單車店挑選新的單車。
佐藤
長駐在「CYBER@SAFE」的網吧難民。
清水真季（聲：古賀葵）
大學2年生。惠美的同事。
在惠美不在的期間雖然和鈴木梨香盡量幫其代班，但因惠美一個月毫無聯絡與無故缺勤依然被開除了。
九流（聲：三宅健太）
欺騙半藏購物的狡猾商人，於動畫版完結篇登場。
蘆屋也在動畫版完結篇短暫在九流的黑心公司當過電話業務；最後藉由消費者保護條款，得以讓真奧和漆原退訂超限購買的網購產品，保住了十多萬日幣。
田村（Tamura，聲：齋藤寬仁）
東京都消費生活綜合中心的洽談員，於動畫版完結篇登場。
為了解決半藏超限消費的糾紛，貞夫與四郎向惠美打聽到了消費者保護管道，並在消費者保護機構聽取田村解釋「未成年人解約條款」。
中山（聲：村田太志）
惠美家中附近的「成家便利店」（フレンドマーケット）店員，對客人說話時的語調怪異，於動畫版第七集登場。
用油漆彈投中與惠美衝突的強盜（即沙利葉）。
川田武文（聲：竹内栄治）
麥丹勞店員，大學生。被其他店員稱呼為「川地」。最初於動畫版第九集出場，後來在原作小說中亦有其出現。
稱貞夫作「阿真」。

### 安特·伊蘇拉

#### 勇者一行人
奧爾巴·梅亞（Orba Mayer，聲：寶龜克壽）
六大神官之一，艾米莉亞的夥伴。掌管外交部和宣教部，訂教審議會的干部，克莉絲提亞·貝爾的上司。
外表是個年約五十歲，看起來相當穩重的中年男子。由於是大法神教會高位神職者，因而剃光頭髮，故貞夫以「禿頭」這個字眼侮辱他。
雖然已經超過了體力和聖法氣的巔峰年齡，可是仍然能保有並且不靠增幅器使用巔峰期的大量聖法氣。
認為自己是個策略家，但被魔王評論其幼稚的伎倆為「與最簡單老套的B級電影腳本看齊」。
害怕教會上層權力會被拯救世界的勇者們奪走而故意讓艾米莉亞獨自流落到異世界，然後向外界宣稱艾米莉亞已經死亡，並囚禁艾美拉達與艾伯特；同時暗中拉攏路西菲爾，要與他將身在異世界的勇者與魔王一同消滅，結果被勇者與魔王等人擊敗。刺殺失敗後被日本警察以違反槍砲管制法和搶劫罪而收監。
動畫第12話打倒一名警察和四郎後從醫院逃出，然後到魔王城找半藏企圖再次拉攏他消滅勇者與魔王，但被半藏所騙。以為根據半藏的提議，藉由月之法術令月亮看起來更大就可支援沙利葉消滅魔王，但事實上半藏就是為了讓恐懼、害怕和憤怒的人引起混亂並讓魔王吸取魔力，結果反被半藏打倒而再次被捕。
艾美拉達·愛德華（Emerada Edouard，聲：淺倉杏美）
西大陸—聖·埃雷帝國的宮廷法術師，艾米莉亞的夥伴。
小個子，具有一頭蓬鬆、髮梢有些捲曲的碧綠色短髮，以及跟頭髮相同顏色的瞳孔，說話的口氣童言童語；雖給人一副文靜的印象，但實際上卻是比艾米莉亞年長、實力高強的法術使用者，另外亦熟悉安特･伊蘇拉的政治局勢。穿著染成紅、橙等華麗的色調，背後則是用金線刺繡而成的聖·埃雷帝國國徽的長袍。
受教會威脅而被囚禁，脫出後為警告艾米莉亞而來到日本。在了解她要留在日本的想法後回到安特·伊蘇拉，並為她提供回復聖法力的手段。拿了一台超薄手機做為概念收發的媒介，讓兩人能在分隔兩個世界的狀態下保持聯繫，經常向她報告安特･伊蘇拉的現況，同時亦注意艾米莉亞和魔王的關係。
艾伯特·安迪（Albert Ende，聲：安元洋貴）
仙術道士，艾米莉亞的夥伴，於動畫第五集登場。過去是「岳仙兵團」的精銳，同時亦在北部大陸從事深山伐木工作。
外表是三十歲左右，一頭整齊的白髮和白色鬍鬚，一雙金黃色的瞳孔，體格比蘆屋還要高大許多的黑皮膚男子。
受教會威脅而被囚禁，脫出後為警告艾米莉亞而來到日本，為尋找她而發射以「24小時都想著魔王的人」為條件的概念收發。在了解她要留在日本的想法後回到安特·伊蘇拉。

#### 魔王軍
亞多拉瑪雷克（Adramelech）
魔王撒旦麾下心腹四大天王之一。遭勇者一行人擊敗而敗亡。為蒼角一族的族長。據艾伯特所述，他作為一名優秀的槍術使的同時還是一名優秀的政治家。因為了解艾伯特的實力不如他而拒絕與其單挑。
馬納果達（Malacoda）
魔王撒旦麾下心腹四大天王之一，遭勇者一行人擊敗陣亡。馬勒布朗契一族的族長，擅長屍靈術。單純論起戰鬥能力的話是四大元帥中最弱但是擅長一些狡猾的戰鬥方式。
在 馬勒布朗契一族中有相當高的實力。
卡米歐（Camio，聲：緒方賢一）
任職惡魔大尚書。連高傲的艾謝爾都會使用敬稱的大惡魔，在艾謝爾之前就跟隨了撒旦，是有著實權的惡魔中最早加入撒旦陣營的一位。精通魔界所有種族的語言與習俗並且擁有聽見自然的聲音的能力，在魔族中是少數擅長說服與交涉的惡魔。與艾謝爾一同作為撒旦完成霸業的最大助手亦是撒旦最信任的惡魔之一。
實際上作為惡魔能力規格並不是特別高位，但是在撒旦起事之初，魔界一片混沌與戰亂的時代，憑藉著卓越的智慧帶領著弱小的一族從中存活了下來，得知此事的撒旦便誠心的邀請他加入，不過由於當時的撒旦的年紀實在太年輕，實力既不夠堅強而部隊的規模也相當小，因此一度拒絕，後來經過幾次見面與會談才甘願拜伏有著卓越見識的撒旦。
由於撒旦對他全面的信任，由卡米歐作為軍師協助撒旦管理部隊，讓撒旦陣營迴避危險的敵人並且幫助陷入危機的部族，透過交涉術讓撒旦的部隊一點一滴的增加同伴，雖然因為同伴增加後的部隊是將數個部族組織在一起的關係，所以也產生了可能發生內亂的疑慮，但在卡米歐的努力調解下仍然勉強的避免了直接的分裂。
在艾謝爾加入後撒旦讓其進行軍事行動，這使得撒旦陣營的勢力得到大規模的提昇，同時由卡米歐持續負責協調內部紛爭才得以完全避免內亂。之後更由於卡米歐進行數次改革使得撒旦的軍隊整體實力得到大幅度的提升與穩定，這才使得撒旦擁有了統一魔界的軍事力量。
在撒旦成為魔王並且進行安特·伊蘇拉侵略戰爭時，作為撒旦的代理者留守魔界的魔王首都「撒塔奈斯亞克」，因此人類基本都不知道卡米歐的名號，但是肩負着管理魔王首都的卡米歐在撒旦不在時是可以代替魔王做決定的最高掌權者。
相當明事理且有禮貌，對路西菲爾以外的人說話，即使是普通人類的千穗也會使用敬語。雖然知道魔王軍是因為勇者的關係才會戰敗，但是並不因此憎恨艾米莉亞，反而為了不替日本帶來災禍，而為了確保聖劍與艾米莉亞不被他人奪走利用而率軍來到日本，但是此舉卻意外的被大黑天禰視作敵人而被攻擊，受傷後退變成九官鳥，最後隨主戰部隊回到魔界。
巴巴力提亞（聲：新垣樽助）
惡魔大元帥—馬納果達的副官。主戰派領導者。
西里亞特（聲：山本兼平）
馬納果達的部下，馬勒布朗契族的其中一名頭目。
法爾法雷洛（Farfarello，聲：杉田智和）
馬勒布朗契族的其中一名頭目，是在魔王軍出征安特·伊蘇拉後才成為馬勒布朗契頭目的惡魔，與其他的頭目相比比較年輕而沒有實戰經驗。
利比科古（聲：乃村健次）
馬納果達的部下，馬勒布朗契族的其中一名頭目。

#### 大法神教會
羅貝迪歐·伊古諾·瓦倫蒂亞（Robertio Iguno Valentia，聲：仲野裕）
六大神官之一。為統領教區的主教，同時也是「六大神官」中最為年長的人，心臟力弱，健康狀況亦令人堪憂。
聽到奧爾巴向外界宣稱的「艾米莉亞已經死亡」為謊言的叛教醜聞以及魔王與勇者的報告以後，口吐白沫地暈倒。
賽凡提斯·雷伯力茲（Servantes Reberiz，聲：御園行洋）
六大神官之一。負責統領教會農政。
聽到奧爾巴的醜聞亦因而失色。

#### 天使
萊拉（Archangel Lailah，聲：井上喜久子）
大天使，艾米莉亞的母親，亦是過去救過魔王的恩人。
在天界失蹤後，天使動員尋找她的下落。
給艾美拉達和艾伯特一枝以其翅膀製造的筆，讓他倆不使用聖法氣就通過『門』來到日本。
沙利葉（Archangel Sariel，聲：井口祐一）
擁有越接近月亮力量就越強甚至倍增的體質，具有名為『墮天邪眼光』的固有能力，能壓制聖法氣，甚至能讓天使墮天。化名成猿江三月，為生活開銷而擔任肯特基店長。
生性風流輕浮，總是四處搭訕女孩子，但從來沒有認真過。其風流的程度使漆原對他評價「如果沙利葉能獨斷使用墮天邪眼光，那全天界的男天使早就消失不見了」。
為了奪取惠美身體中的天銀「進化聖劍·單翼」而來到日本，以能力讓惠美無力化並唆使鈴乃綁架千穗做為人質，但不知取出聖劍的方法，而不斷對惠美發射「墮天邪眼光」。後被為保護千穗而來的真奧擊敗，隨後被他拋入異世界之門，卻意外的從真奧工作的麥丹勞廚房冰箱出來。
從真奧工作的麥丹勞廚房冰箱出來後看到木崎真弓後卻對她一見鍾情，死心塌地到即使被墮天也無所謂。把木崎稱作女神，只要把木崎的名字說出來，就能令他無力。為了可以見到木崎並討她歡心，不僅對木崎相關的人非常親切，還每天三餐都去麥丹勞買大份套餐而變胖了。
參見猿江三月
加百列（Archangel Gabriel，聲：子安武人）
「天兵大隊」的統領，生命之樹第九質點—耶索德的守護天使，武器為聖劍迪蘭達爾。
本身不喜爭鬥，自稱是鴿子派。雖然會先跟對方好好的談判，但為了工作還是會採取略為強烈的手段。實力強大，即使是全盛時期的魔王撒旦也不一定是對手，但敵不過聖劍進化過後的惠美。
為回收耶索德的碎片找上真奧與惠美，要求他們交出阿拉斯·拉瑪斯，但因最後阿拉斯·拉瑪斯與「進化聖劍·單翼」融合而做罷。
逗留在日本時居住在網咖「CYBER@SAFE」，被同樣居住在網咖的佐藤稱為「希臘人」。
拉貴爾（Archangel Raguel，聲：松風雅也）
監察其他天使的『監視者』，級別雖然不高，但擁有名為「终末的宣告」的權限，負責對天使下達判決。
卡邁爾（Archangel Camael，聲：小林親弘）
撒旦葉·諾伊（Satanael Noi）
古代大魔王撒旦。
伊古娜拉（Igunora）
天界的統治者，位居眾天使的頂點。撒旦葉的妻子，路西法的母親。

#### 其他
諾爾德·尤斯提納（Nord Justina，聲：斧笃志）
艾米莉亞的父親，農夫，在不甚廣闊的土地上以種植小麦維生，不會戰鬥和法術，只知道有關小麥的事。
被萊拉形容為是個好男人。
艾米莉亞12歲時，在魔王軍的侵略中失蹤，被女兒認為已經死亡。趕上前線之前向艾米莉亞說明其真正身分。
實際上並未身亡，受妻子萊拉托付帶著身為另一把聖劍的艾契斯·阿拉來到地球，為了將她交給一個被選上要揭開世界真相的人。
在日本的化名為佐藤廣志，姓氏是借取於一個幫助過自己之人的姓，在那個人幫助下適應日本，但因沒有法術天賦而不會概念傳送，只好講一口生硬的日文。
艾契斯·阿拉（Acies Ara，聲：朝日奈丸佳）
跟在佐藤廣志（諾爾德）身邊，化名佐藤翼的女孩。個性自由奔放，具有帶人飛翔的超能力。
真身為「基礎」碎片的化身，同時也是另一把「進化聖劍·單翼」，稱呼阿拉斯·拉瑪斯為姊姊。
後因某些原因跟真奧融合。
伊洛恩（Iron，聲：潘惠美）
跟著法爾法雷洛一起到地球要帶魔王回去。
真正身分為生命之樹（セフィロトの樹，Sephiroth）的質點—嚴峻的化身。

## 用語
聖十字大陸 安特·伊蘇拉
魔王等人原本所在的異世界，共有東南西北與中央五塊大陸，彼此排列成十字型，四周圍繞海洋，有兩個月亮。
魔界
魔王與50萬魔族所生存的世界，存在於安特·伊蘇拉的赤月上。
天界
大天使與天兵所生存的世界，存在於安特·伊蘇拉青月上。
魔力
惡魔之力，惡魔以及魔王等魔王軍相關之人所能使用的力量。據稱與聖法氣一樣是只有在即將毀滅的世界中才會出現的力量。在人間界的惡魔可以透過吸收人類的恐懼﹑絶望﹑妒忌﹑憎恨等負面情緒得到魔力。
聖法氣
天界之力，安特·伊蘇拉的人們與天使所能使用的力量。
據稱與魔力一樣是只有在即將毀滅的世界中才會出現的力量。
保力美達β
由艾美拉達所製造，經過加工後的聖法氣補充劑。為了便於在日本收藏而偽裝成營養劑的外觀。
主要成份是聖法氣，飲用時須嚴格遵守包裝標示的用法及使用量。成人（15歲以上）一日最多攝取兩次（合計200ml），每次一瓶，10小時以內不能服用多於一瓶的份量。
疑似映射现实世界的品牌为力保美达。
概念收發（idea link）
一種精神感應，達到與異世界的人意識同步，雙方意念共通的通訊技術，令原本語言不通的人，亦能明白彼此所表達的意思，常被當成不同語言間的翻譯能力。
使用Idealink時會採用一種名為「聲納」的探測技術，而發放出來的聲納會在目的地引發魔力爆炸，繼而以不同形態呈現（例如地震）。
門（gate）
進出異世界的「門」，需大量的魔力或聖法氣操控才能穩定，並在進出可能會有暈門浪（特別是艾伯特）的副作用。
「門」的性質與開門者的目的與力量而改變，基本上分成入口用的門與出口用的門，另外還有雙向互通的種類，而必須根據開啟的門的大小才能決定通過「門」的質量與通行者的力量大小，但是如果是通行範圍內的話門就會將碰到他的所有事物都傳送至門的另外一邊。
凡是「門」曾經打開過的地方，該處的磁場都會變得不穩定，而令到「門」能夠輕易地被再次打開。
如果是用大天使的翅膀製成的「連結世界的彩虹橋」用的筆來開門就不需要花費開門者的力量，甚至能隨意的開啟讓軍隊通行的大規模門。
大法神教會
安特·伊蘇拉中崇拜天界的宗教組織，在西大陸中具有極大的勢力，以最高聖職者「六大神官」為首，個別負責各項事宜。
異端審判會
大法神教會傳教部旗下的特殊組織，主要任務有民情調查、紀律整治、協助傳教及異端審判等。
過去在與魔王軍對抗的戰爭期間，為導正彼此互相鬥爭而分裂的人類勢力，不斷以異端審判抹殺其他挑起紛爭之人，讓西大陸勉強不致自滅的支撐到勇者的出現。但在戰爭結束後異端審判會就遭到各國的投訴與非議，教會上層為逃避責難因而將其廢止，重新組織並更名為訂教審議會。
教會騎士團
大法神教會所管轄的騎士團，艾米莉亞在獲得勇者稱號之前，以此組織成員的名義行動。
麥丹勞（MgRonald）
大型連鎖速食店。公司提供員工膳食；制服採用借用制，如因正常工作範圍以外的事弄破，便要以原價買下作為賠償；會以獎金鼓勵員工提升表現；設立兼職轉為正式員工的制度。而魔王則在麥汪勞旗下幡谷車站前分店打工，並在8個月內內由兼職低級員工升為A級店員，僅用一年時間就被任命為特定時段負責人（代理店長）。另外，故事中還有提及到富島園分店﹑日比谷公園分店和海外的格陵蘭分店。
疑似映射现实世界的品牌为麦当劳。
DOCODEMO
大型手機公司。艾米莉亞為該公司合約社員，於旗下的東新宿分店的電話熱線中心工作。
疑似映射现实世界的品牌为 NTT DoCoMo。
UNI×LO
魔王和艾謝爾所穿著的服裝品牌，以廉價著稱。
疑似映射现实世界的品牌为Uniqlo。
Vlla．Rosa笹塚
位於東京都涉谷區笹塚，六十年屋齡的兩層高公寓，沒有設置浴室，而且完全無法隔音，屋內的聲音很輕易就會傳到走廊和隔壁。業主志波美輝指明優先讓來歷及身分不明的人租住，不用禮金押金，亦無需保證人，六疊大房間的每月租金為四萬五千日圓。201号室被稱之為臨時的魔王城，是魔王，以及其部下艾謝爾﹑路西法作為在日本生活的活動據點。202号室的租客是鎌月鈴乃。總會有人在通往二樓的樓梯踏空摔下來，當中以勇者艾美莉亞的次數尤其多。平成25年6月，志波美輝決定將殘破的公寓進行大維修。
杜拉罕號
單車杜拉罕號是由魔王本人命名的愛車，作為上下班的代步工具一直被珍而重之地使用，車尾沒有安裝後座。台灣製造，由真奧經一輪殺價後以6980日元的價格購置。路西法襲擊時，受到輕微損毀，期後遭到鈴乃嚴重破壞致無法修理。新單車名為「杜拉罕貳号」。
肯特基（SFC）
大型連鎖速食店。沙利葉在其中一家分店担任店长。
疑似映射现实世界的品牌为肯德基。

## 出版書籍

### 輕小說
- 日文版由電擊文庫（ASCII MEDIA WORKS）發行；繁體中文版由台灣角川代理；簡體中文版由天聞角川代理發行，1至8卷由湖南美術出版社出版，9-10卷由百花洲文藝出版社出版，11卷由雲南美術出版社出版，0卷由萬卷出版公司出版。

| 卷數                   | ASCII Media Works | ASCII Media Works      | 台灣角川               | 台灣角川               | 天聞角川       | 天聞角川               |  |
| 卷數                   | 發售日期          | ISBN                   | 發售日期               | ISBN                   | 發售日期       | ISBN                   |  |
| ---------------------- | ----------------- | ---------------------- | ---------------------- | ---------------------- | -------------- | ---------------------- |  |
| 1                      | 2011年2月10日     | ISBN 978-4-04-870270-6 | 2011年11月29日         | ISBN 978-986-287-462-2 | 2011年11月20日 | ISBN 978-7-5356-4823-5 |  |
| 2                      | 2011年6月10日     | ISBN 978-4-04-870547-9 | 2012年4月25日          | ISBN 978-986-287-693-0 | 2012年4月20日  | ISBN 978-7-5356-5246-1 |  |
| 3                      | 2011年11月10日    | ISBN 978-4-04-870815-9 | 2012年7月27日          | ISBN 978-986-287-819-4 | 2012年6月5日   | ISBN 978-7-5356-5334-5 |  |
| 4                      | 2012年2月10日     | ISBN 978-4-04-886344-5 | 2012年9月15日          | ISBN 978-986-287-923-8 | 2012年9月20日  | ISBN 978-7-5356-5586-8 |  |
| 5                      | 2012年6月8日      | ISBN 978-4-04-886654-5 | 2012年12月15日         | ISBN 978-986-325-092-0 | 2013年1月5日   | ISBN 978-7-5356-5899-9 |  |
| 6                      | 2012年10月10日    | ISBN 978-4-04-886990-4 | 2013年8月16日          | ISBN 978-986-325-367-9 | 2013年4月5日   | ISBN 978-7-5356-6120-3 |  |
| 7                      | 2013年2月10日     | ISBN 978-4-04-891406-2 | 2013年8月16日          | ISBN 978-986-325-542-0 | 2013年7月5日   | ISBN 978-7-5356-6267-5 |  |
| 8                      | 2013年4月10日     | ISBN 978-4-04-891580-9 | 2013年11月14日         | ISBN 978-986-325-675-5 | 2013年11月20日 | ISBN 978-7-5356-6634-5 |  |
| 9                      | 2013年8月10日     | ISBN 978-4-04-891854-1 | 2014年2月4日           | ISBN 978-986-325-788-2 | 2014年6月15日  | ISBN 978-7-5500-0976-9 |  |
| 10                     | 2013年12月10日    | ISBN 978-4-04-866161-4 | 2014年8月27日          | ISBN 978-986-366-088-0 | 2015年10月1日  | ISBN 978-7-5490-0919-0 |  |
| 11                     | 2014年5月10日     | ISBN 978-4-04-866554-4 | 2014年12月31日         | ISBN 978-986-366-277-8 | 2018年3月1日   | ISBN 978-7-5489-2656-6 |  |
| 0                      | 2014年9月10日     | ISBN 978-4-04-866900-9 | 2015年4月23日          | ISBN 978-986-366-464-2 | 2019年9月      | ISBN 978-7-5470-5195-5 |  |
| 12                     | 2015年2月10日     | ISBN 978-4-04-869252-6 | 2015年8月27日          | ISBN 978-986-366-658-5 |                |                        |  |
| 13                     | 2015年6月10日     | ISBN 978-4-04-865205-6 | 2016年1月28日          | ISBN 978-986-366-933-3 |                |                        |  |
| 14                     | 2015年9月10日     | ISBN 978-4-04-865379-4 | 2016年6月23日          | ISBN 978-986-473-160-2 |                |                        |  |
| 15                     | 2016年2月10日     | ISBN 978-4-04-865750-1 | 2016年12月12日         | ISBN 978-986-473-416-0 |                |                        |  |
| 16                     | 2016年6月10日     | ISBN 978-4-04-892118-3 | 2017年4月26日          | ISBN 978-986-473-603-4 |                |                        |  |
| 0-Ⅱ                    | 2016年9月10日     | ISBN 978-4-04-892358-3 | 2017年6月19日          | ISBN 978-986-473-723-9 |                |                        |  |
| 前進高中篇N！          | 2017年2月10日     | ISBN 978-4-04-892667-6 | 2018年2月7日           | ISBN 978-957-564-034-7 |                |                        |  |
| 17                     | 2017年5月10日     | ISBN 978-4-04-892892-2 | 2018年4月19日          | ISBN 978-957-564-137-5 |                |                        |  |
| 18                     | 2018年1月10日     | ISBN 978-4-04-893572-2 | 2019年4月15日          | ISBN 978-957-564-841-1 |                |                        |  |
| SP                     | 2018年6月9日      | ISBN 978-4-04-893877-8 |                        |                        |                |                        |  |
| SP2                    | 2018年8月10日     | ISBN 978-4-04-893915-7 |                        |                        |                |                        |  |
| 19                     | 2018年9月7日      | ISBN 978-4-04-912022-6 | 2019年9月5日           | ISBN 978-957-743-217-9 |                |                        |  |
| 20                     | 2018年12月7日     | ISBN 978-4-04-912204-6 | 2020年5月25日          | ISBN 978-957-743-744-0 |                |                        |  |
| 打工吧！魔王大人的飯！ | 2019年2月9日      | ISBN 978-4-04-912326-5 |                        |                        |                |                        |  |
| 21                     | 2020年8月7日      | ISBN 978-4-04-912678-5 | 2021年6月28日          | ISBN 978-986-524-540-5 |                |                        |  |
| 安可                   |                   | 2022年7月8日           | ISBN 978-4-04-914281-5 |                        |                |                        |  |
| ES                     |                   | 2023年9月8日           | ISBN 978-4-04-915145-9 |                        |                |                        |  |

### 漫畫
- 打工吧！魔王大人（はたらく魔王さま！）[25]

作畫：柊曉生，原作：和原聰司，角色設計：029
| 卷數 | ASCII Media Works | ASCII Media Works      | 台灣角川       | 台灣角川               |
| 卷數 | 發售日期          | ISBN                   | 發售日期       | ISBN                   |
| ---- | ----------------- | ---------------------- | -------------- | ---------------------- |
| 1    | 2012年6月27日     | ISBN 978-4-04-886721-4 | 2014年2月4日   | ISBN 978-986-325-811-7 |
| 2    | 2012年12月15日    | ISBN 978-4-04-891272-3 | 2014年8月21日  | ISBN 978-986-366-103-0 |
| 3    | 2013年5月27日     | ISBN 978-4-04-891688-2 | 2015年1月10日  | ISBN 978-986-366-326-3 |
| 4    | 2013年11月27日    | ISBN 978-4-04-866084-6 | 2015年3月11日  | ISBN 978-986-366-394-2 |
| 5    | 2014年3月27日     | ISBN 978-4-04-866394-6 | 2015年7月18日  | ISBN 978-986-366-636-3 |
| 6    | 2014年8月27日     | ISBN 978-4-04-866843-9 | 2015年10月13日 | ISBN 978-986-366-763-6 |
| 7    | 2015年2月27日     | ISBN 978-4-04-869209-0 | 2016年1月25日  | ISBN 978-986-366-938-8 |
| 8    | 2015年9月26日     | ISBN 978-4-04-865350-3 | 2016年5月25日  | ISBN 978-986-473-075-9 |
| 9    | 2016年3月26日     | ISBN 978-4-04-865805-8 | 2017年4月13日  | ISBN 978-986-473-631-7 |
| 10   | 2016年9月27日     | ISBN 978-4-04-892290-6 | 2017年8月7日   | ISBN 978-986-473-824-3 |
| 11   | 2017年3月27日     | ISBN 978-4-04-892768-0 | 2018年4月23日  | ISBN 978-957-564-143-6 |
| 12   | 2017年10月27日    | ISBN 978-4-04-893424-4 | 2018年4月23日  | ISBN 978-957-564-144-3 |
| 13   | 2018年4月27日     | ISBN 978-4-04-893804-4 | 2019年4月25日  | ISBN 978-957-564-867-1 |
| 14   | 2019年1月26日     | ISBN 978-4-04-912291-6 | 2019年11月11日 | ISBN 978-957-743-358-9 |
| 15   | 2019年7月26日     | ISBN 978-4-04-912642-6 | 2020年6月24日  | ISBN 978-957-743-779-2 |
| 16   | 2020年3月10日     | ISBN 978-4-04-913107-9 | 2021年1月18日  | ISBN 978-986-524-159-9 |
| 17   | 2020年10月26日    | ISBN 978-4-04-913480-3 |                |                        |
| 18   | 2021年6月25日     | ISBN 978-4-04-913856-6 |                |                        |
| 19   | 2022年2月26日     | ISBN 978-4-04-914257-0 |                |                        |
| 20   | 2022年10月27日    | ISBN 978-4-04-914656-1 |                |                        |
| 21   | 2023年5月26日     | ISBN 978-4-04-915057-5 |                |                        |
| 22   | 2023年12月26日    | ISBN 978-4-04-915406-1 |                |                        |
| 23   | 2024年10月25日    | ISBN 978-4-04-915962-2 |                |                        |
| 24   | 2025年6月26日     | ISBN 978-4-04-916452-7 |                |                        |

- 打工吧！魔王大人 前進高中篇！（はたらく魔王さま！ ハイスクール！）[25]ASCII Media Works〈電擊Comics EX〉

原作：和原聰司，作畫：，角色原案：029
| 卷數 | ASCII Media Works | ASCII Media Works      | 台灣角川      | 台灣角川               |
| 卷數 | 發售日期          | ISBN                   | 發售日期      | ISBN                   |
| ---- | ----------------- | ---------------------- | ------------- | ---------------------- |
| 1    | 2013年1月26日     | ISBN 978-4-04-891374-4 | 2014年4月3日  | ISBN 978-986-325-920-6 |
| 2    | 2013年5月27日     | ISBN 978-4-04-891647-9 | 2014年9月11日 | ISBN 978-986-366-147-4 |
| 3    | 2013年12月21日    | ISBN 978-4-04-866184-3 | 2015年2月6日  | ISBN 978-986-366-346-1 |
| 4    | 2014年9月26日     | ISBN 978-4-04-866872-9 | 2015年7月23日 | ISBN 978-986-366-643-1 |
| 5    | 2015年4月24日     | ISBN 978-4-04-869300-4 | 2016年3月16日 | ISBN 978-986-366-915-9 |

- 打工吧！魔王大人的飯！（はたらく魔王さまのメシ!）

| 1 | 2020年3月10日  | ISBN 978-4-04-913038-6 |
| 2 | 2020年9月25日  | ISBN 978-4-04-913432-2 |
| 3 | 2021年3月27日  | ISBN 978-4-04-913717-0 |
| 4 | 2022年10月27日 | ISBN 978-4-04-914506-9 |

- 4格漫畫官方選集 打工吧！魔王大人（4コマ公式アンソロジー　はたらく魔王さま!）[25]〈電擊Comics EX〉

原作：和原聰司，角色設計：029，作畫：Ariko、Okamoto、狐長官、310、茶茶、Neko末端、B-銀河、星野円、松澤、水澤充、Muku、Lala
| 1 | 2013年6月27日 | ISBN 978-4-04-891791-9 |

### 其他
- 打工吧！魔王大人 FANBOOK（はたらく魔王さま！ノ全テ）[28]

原作、監修：和原聰司，插圖：029，編纂：電撃文庫編集部
| ASCII Media Works | ASCII Media Works      | 文庫     | 備註              |
| 發售日期          | ISBN                   | 文庫     | 備註              |
| ----------------- | ---------------------- | -------- | ----------------- |
| 2013年12月26日    | ISBN 978-4-04-866200-0 | 電撃文庫 | B5判／144頁／全彩 |

## 電視動畫
2013年4月在日本播出。
香港無綫電視引進版本的翻譯和配音，大量保留原作對白的戲仿（NETA），也在對白中交代一些戲仿的出處。此外，亦加入了不少並非由原對白直譯出來的新動漫戲仿，以及香港一般觀眾所熟知的其他事物戲仿。對白也使用不少本土化字句、潮語。

### 製作人員
|                    | 第1期                                                      | 第2期            |
| ------------------ | ---------------------------------------------------------- | ---------------- |
| 原作               | 和原聰司                                                   | 和原聰司         |
| 原作插畫／角色原案 | 029                                                        | 029              |
| 導演               | 細田直人                                                   | 筑紫大介         |
| 系列構成           | 橫谷昌宏                                                   | 橫谷昌宏         |
| 角色設計           | 碇谷敦                                                     | 飯野雄大         |
| 總作畫監督         | 碇谷敦                                                     |                  |
| 設計工作           | 、燈夢                                                     |                  |
| 圖形美術           |                                                            | 荒木宏文         |
| 美術監督           | 高峯義人                                                   | 緒續學           |
| 美術設定           | 金城沙綾                                                   | 成田偉保         |
| 色彩設計           | 手嶋明美                                                   | 手嶋明美         |
| 攝影監督           | 峰岸健太郎                                                 | 飯島亮           |
| 3D監督             | 相馬洋                                                     | 小川耕平         |
| 特殊效果           | Team Taniguchi                                             | 石橋啟           |
| 剪接編輯           | 後藤正浩                                                   | 土居秀充         |
| 音響監督           | 明田川仁                                                   | 明田川仁         |
| 音樂               | 中西亮輔                                                   | 中西亮輔         |
| 音樂製作           | Lantis                                                     | Lantis           |
| 製作               | 永谷敬之                                                   | Infinite         |
| 製片人             | 大島靖、荒木人美、斎藤滋、福田順、川村仁、岡村武真、岩佐岳 |                  |
| 動畫製作人         | 吉川綱樹                                                   |                  |
| 動畫製作           | WHITE FOX                                                  | Studio 3Hz       |
| 製作               | HM Project                                                 | MAOHSAMA Project |

### 主題歌
第1期
片頭曲「ZERO!! 」（第3 - 13話）
主唱、作詞：栗林美奈實，作曲、編曲：中土智博
第2話為片尾曲
收錄於同名SINGLE『ZERO!!』
片尾曲「 」（第1、3 - 4、6 - 12話）
主唱、編曲：nano.RIPE，作詞：，作曲：佐佐木淳
插曲
 （第5話）
主唱、編曲：nano.RIPE，作詞：，作曲：佐佐木淳
 （第13話）
主唱、編曲：nano.RIPE，作詞：，作曲：佐佐木淳
第1期的三首片尾曲均收錄於nano.RIPE的個人單曲「Triangle ep」中
第2期
第一部分
片頭曲「WITH」
主唱、作詞：栗林美奈實，作曲、編曲：中土智博
片尾曲
主唱：堀內萬里菜，作詞：，作曲、編曲：佐佐木淳
第二部分
片頭曲
主唱：nano.RIPE，作詞：，作曲、編曲：佐佐木淳
片尾曲「bloomin'」
主唱：Liyuu，作詞：，作曲、編曲：白戸佑輔

### 各話列表
| 話數           | 日文標題 | 中文標題                             | 劇本     | 分鏡       | 演出                     | 作畫監督 | 總作畫監督                                   | 首播日期       | 原作                |
| 第1期          | 第1期    | 第1期                                | 第1期    | 第1期      | 第1期                    | 第1期 | 第1期                                        | 第1期          | 第1期               |
| -------------- | -------- | ------------------------------------ | -------- | ---------- | ------------------------ | --- | -------------------------------------------- | -------------- | ------------------- |
| 第1話          |          | 魔王，落腳於笹塚                     | 橫谷昌宏 | 細田直人   | 細田直人                 | 碇谷敦 | 碇谷敦                                       | 2013年 4月4日  | 第1卷               |
| 第2話          |          | 勇者，以工作為重在魔王城借宿         | 橫谷昌宏 | 岩畑剛一   | 小林公二                 | 木宮亮介 | 碇谷敦                                       | 4月11日        | 第1卷               |
| 第3話          |          | 魔王，在新宿與後輩約會               | 下山健人 | 岩畑剛一   | 土屋浩幸                 | 又賀大介 | 碇谷敦                                       | 4月18日        | 第1卷               |
| 第4話          |          | 勇者，觸及心中的溫暖                 | 待田堂子 | 小澤一浩   | 小澤一浩                 | 中田正彥 | 碇谷敦                                       | 4月25日        | 第1卷               |
| 第5話          |          | 魔王與勇者，拯救笹塚                 | 橫谷昌宏 | 村川健一郎 | 小林公二                 | 碇谷敦、池上太郎 中村和久、又賀大介 | 碇谷敦                                       | 5月2日         | 第1卷               |
| 第6話          |          | 魔王，踏上學校階梯                   | 橫谷昌宏 | 岩畑剛一   | 橋本裕之                 | 池田有 | 碇谷敦                                       | 5月9日         | 第2卷 部分原創      |
| 第7話          |          | 魔王，敦親睦鄰貼補家計               | 下山健人 | 新留俊哉   | 土屋浩幸                 | 中田正彥、田村正文 武藤信宏、木宮亮介 中村和久                                                                                          | 碇谷敦                                       | 5月16日        | 第2卷               |
| 第8話          |          | 勇者，闖入修羅場                     | 待田堂子 | 岩畑剛一   | 平向智子                 | 又賀大介、中村和久 木宮亮介、武藤信宏                                                                                                   | 碇谷敦                                       | 5月23日        | 第2卷               |
| 第9話          |          | 勇者，體驗修羅場                     | 下山健人 | 增井壯一   | 古賀一臣                 | 池上太郎、佐藤天昭 池田有 | 碇谷敦                                       | 5月30日        | 第2卷               |
| 第10話         |          | 魔王和勇者，過著和平常不同的日子     | 待田堂子 | 小林智樹   | 小林智樹                 | 田村正文、中村和久 中田正彥、坂井久太 武藤信宏                                                                                          | 碇谷敦                                       | 6月6日         | 原創                |
| 第11話         |          | 勇者，貫徹自己的信念                 | 橫谷昌宏 | 小澤一浩   | 小澤一浩                 | 池田有、木宮亮介 兵渡勝、碇谷敦 | 碇谷敦                                       | 6月13日        | 第2卷 部分原創      |
| 第12話         |          | 魔王，完成自己的職責                 | 橫谷昌宏 | 細田直人   | 細田直人                 | 碇谷敦、又賀大介 | 碇谷敦                                       | 6月20日        | 第2卷 部分原創      |
| 第13話         |          | 魔王和勇者，認真工作                 | 橫谷昌宏 |            | 土屋浩幸                 | 佐藤天昭、中田正彥 碇谷敦、木宮亮介 武藤信宏、兵渡勝                                                                                    | 碇谷敦                                       | 6月27日        | 第1卷尾 第2卷 第7卷 |
| 第2期 第一部分 |          |                                      |          |            |                          | |                                              |                |                     |
| 第1話          |          | 魔王，在笹塚大喊                     | 橫谷昌宏 | 筑紫大介   | 鈴木拓磨                 | 龜田朋幸、蟹谷憲正 栗西祐輔 | 竹田欣弘                                     | 2022年 7月14日 | 第3卷               |
| 第2話          |          | 魔王與勇者，在不知情之下成為父母     | 橫谷昌宏 | 西田正義   | 粟井重紀                 | 飯飼一幸、鎌田耕一 重松慎一、山村俊了                                                                                                   | 竹田欣弘                                     | 7月21日        | 第3卷               |
| 第3話          |          | 魔王與勇者，遵循建議前往遊樂園       | 待田堂子 | 筑紫大介   | 平向智子 鈴木拓磨        | 小野晃、成松義人 齋藤和也、青木昭仁 金丸綾子、片岡惠美子 田之上慎                                                                       | 竹田欣弘                                     | 7月28日        | 第3卷               |
| 第4話          |          | 魔王，得知失去重要事物的痛苦         | 大西雄仁 | 中澤勇一   | 中澤勇一                 | 中澤勇一、 光之園動畫 | 竹田欣弘                                     | 8月4日         | 第3卷               |
| 第5話          |          | 魔王，失去住家和工作而走投無路       |          | 筑紫大介   | 徐惠真                   | Han Eunmi、Hong Insu Choi Jong Gi | 竹田欣弘 飯野雄大                            | 8月11日        | 第4卷               |
| 第6話          |          | 勇者，協助大改造魔王的職場           | 大西雄仁 | 大野和壽   | 宇都宮正記               | 森悅史、龜田朋幸 蟹谷憲正、栗原基樹 清澤唯人                                                                                            | 竹田欣弘                                     | 8月18日        | 第4卷               |
| 第7話          |          | 魔王，得知銚子與世界有多大           | 待田堂子 | 敷島博英   | 秋山宏                   | 武志鵬、小澤和則 森悅史、金丸綾子 田之上慎、龜田朋幸                                                                                    | 竹田欣弘                                     | 8月25日        | 第4卷               |
| 第8話          |          | 魔王，務農                           | 横谷昌宏 | 西田正義   | 飯野雄大                 | 飯飼一幸、鎌田耕一 山村俊了、南伸一郎 光之園動畫                                                                                        | 竹田欣弘 飯野雄大                            | 9月1日         | 第5.5卷             |
| 第9話          |          | 魔王與勇者，為了守護佐佐木家挺身而出 |          | 江副仁美   | 國本一穗                 | 蟹谷憲正、龜田朋幸 金丸綾子、 松井京介、光之園動畫                                                                                      | 竹田欣弘                                     | 9月8日         | 第5.5卷             |
| 第10話         |          | 魔王，堅持要買電視                   | 大西雄仁 |            | 藤井邦雄                 | Jang Gil-yong Yu Seung-cheol Seo Sun-yeong Kim Ran-yeong Han Eun-mi Park Song-hwa Back Yeon-ju Park Jae-seok Kim Yun-jyeong             | 竹田欣弘 飯野雄大                            | 9月15日        | 第5卷               |
| 第11話         |          | 魔王，敘說與人的關係                 |          | 鎌倉由實   |                          | Han Eun-mi Kim Ran-yeong Park yeong-hee Park song-hwa Kim yun-jeong                                                                     | 竹田欣弘 飯野雄大                            | 9月22日        | 第5卷               |
| 第12話         |          | 魔王與勇者，總之先集中於眼前的事情   | 横谷昌宏 | 筑紫大介   | 宇都宮正記               | 青木昭仁、細田沙織 齋藤和也、松下純子 工藤公聖、清澤唯人 森悅史、栗原基樹 栗西祐輔、金丸綾子 龜田朋幸、光之園動畫 Huqingdan、Chen Qiang | 竹田欣弘                                     | 9月29日        | 第5卷               |
| 第2期 第二部分 |          |                                      |          |            |                          | |                                              |                |                     |
| 第13話         |          | 魔王，回歸職場                       | 横谷昌宏 | 筑紫大介   | 粟井重紀                 | Ming Guang、Xing Yue Long Guang、Hui Ming                                                                                               | 竹田欣弘                                     | 2023年 7月13日 | 第6卷               |
| 第14話         |          | 魔王和勇者，對日常感到困惑           | 待田堂子 | 鵜飼悠紀   | 三川智美                 | 蟹谷憲正、松井京介 森悅史 | 竹田欣弘                                     | 7月20日        | 第6卷               |
| 第15話         |          | 魔王和勇者，踏出嶄新夢想的一步       | 大西雄仁 | 西田正義   | 高橋幸雄                 | 飯飼一幸、鐮田耕一 重松晉一、松下純子                                                                                                   | 竹田欣弘                                     | 7月27日        | 第6卷               |
| 第16話         |          | 魔王和勇者，去買被褥                 | 橫谷昌宏 | 筑紫大介   | 木村佳嗣                 | 金丸綾子、龜田朋幸 | 竹田欣弘                                     | 8月3日         | 第7卷               |
| 第17話         |          | 勇者，暫時告假                       | 早川澄香 | 西田正義   | 海野烏賊太郎             | Hwang Young-sik Choi Jong-gih | 竹田欣弘 飯野雄大                            | 8月10日        | 第8卷               |
| 第18話         |          | 魔王，遲來一步                       | 大西雄仁 | 松本佳久   |                          | 飯飼一幸、重松晉一 服部益美、山崎愛 | 竹田欣弘 原田峰文                            | 8月17日        | 第8卷               |
| 第19話         |          | 勇者，哭泣                           | 待田堂子 | 西田正義   | 國本一穗                 | 蟹谷憲正、松井京介 森悅史、柳瀨讓二 栗原基樹                                                                                            | 竹田欣弘                                     | 8月24日        | 第8卷               |
| 第20話         |          | 勇者，對故鄉感到困惑                 | 早川澄香 | 敷島博英   | 藤井邦雄                 | Choi Eun-yeong Kim Ran-young Jung ji-moon Lee Beom-jin Yoon Seung-hyeon                                                                 | 竹田欣弘 原田峰文 飯野雄大                   | 8月31日        | 第9卷               |
| 第21話         |          | 魔王，嘔吐                           | 大西雄仁 | 江副仁美   | 三川智美                 | Hui Ming、Ming Guang Long Guang | 竹田欣弘 島田英明 敷島博英 原田峰文 飯野雄大 | 9月7日         | 第9卷               |
| 第22話         |          | 魔王，失去立場                       | 待田堂子 | 筑紫大介   | 筑紫大介 清水明 木村佳嗣 | Hui Ming、Ming Guang Long Guang | 竹田欣弘 二宮奈那子 山崎愛 服部聰志          | 9月14日        | 第10卷              |
| 第23話         |          | 勇者，於戰場起舞                     | 早川澄香 | 敷島博英   | 徐惠真                   | 龜田朋幸、金丸綾子 山崎愛 | 竹田欣弘                                     | 9月21日        | 第10卷              |
| 第24話         |          | 魔王與勇者，見證安特·伊蘇拉的變革    | 橫谷昌宏 | 筑紫大介   | 筑紫大介                 | 蟹谷憲正、小川玖理周 森悅史、山崎愛 笹木彩李、松井京介 野澤陽子、LEE SANG-MIN                                                           | 鶴窪久子 二宮奈那子                          | 9月28日        | 第10卷              |

### 播放電視台
日本深夜動畫：下文記載的日本国内播放時間使用日本標準時間（UTC+9）表示。因為部分時間标识會採用30小时制，因此請留意这类超过24:00的时间，其實際播放時間為翌日清晨。

#### 日本国内
| 播放地區   | 播放電視台    | 播放日期               | 播放時間（UTC+9）         | 所屬聯播網          | 備註                             |
| 第1期      | 第1期         | 第1期                  | 第1期                     | 第1期               | 第1期                            |
| ---------- | ------------- | ---------------------- | ------------------------- | ------------------- | -------------------------------- |
| 東京都     | TOKYO MX      | 2013年4月4日－6月27日  | 星期四 22時00分－22時30分 | 獨立UHF局           |                                  |
| 京都府     | KBS京都       | 2013年4月4日－6月27日  | 星期四 25時00分－25時30分 | 獨立UHF局           |                                  |
| 兵庫縣     | SUN電視台     | 2013年4月4日－6月27日  | 星期四 26時00分－26時30分 | 獨立UHF局           |                                  |
| 日本全國   | BS日本        | 2013年4月4日－7月4日   | 星期四 26時30分－27時00分 | 日本電視網 衛星電視 |                                  |
| 愛知縣     | 愛知電視台    | 2013年4月4日－6月27日  | 星期四 26時35分－27時05分 | 東京電視網          |                                  |
| 日本全國   | AT-X          | 2013年4月11日－7月4日  | 星期四 22時30分－23時00分 | 衛星電視            | 有重播                           |
| 日本全國   | d Anime Store | 2013年4月12日－7月5日  | 星期四 12時00分 更新      | 網絡電視            |                                  |
| 日本全國   | 乐天ShowTime  | 2013年4月12日－7月5日  | 星期四 16時00分 更新      | 網絡電視            |                                  |
| 日本全國   | NICONICO直播  | 2013年4月12日－7月5日  | 星期四 23時00分－23時30分 | 網絡電視            |                                  |
| 日本全國   | NICONICO頻道  | 2013年4月12日－7月5日  | 星期四 23時30分 更新      | 網絡電視            |                                  |
| 日本全國   | 万代频道      | 2013年4月26日－7月19日 | 星期四 12時00分 更新      | 網絡電視            |                                  |
| 第2期      |               |                        |                           |                     |                                  |
| 東京都     | TOKYO MX      | 2022年7月14日－        | 星期四 23時30分－24時00分 |                     | 參與製作／有字幕                 |
| 日本全國   | BS11          | 2022年7月14日－        | 星期四 23時30分－24時00分 |                     | 參與製作／BS放送／「ANIME+」時段 |
| 日本全國   | AT-X          | 2022年7月15日－        | 星期五 21時30分－22時00分 |                     | CS放送／有字幕／有重播           |
| 近畿廣域圈 | 每日放送      | 2022年7月16日－        | 星期六 26時38分－27時08分 |                     | 「Anime Shower」第2部            |

#### 日本海外
| 播映國家＆地區   | 播映平台                  | 播映日期                     | 播映時間               | 備註     |
| 第1期            | 第1期                     | 第1期                        | 第1期                  | 第1期    |
| ---------------- | ------------------------- | ---------------------------- | ---------------------- | -------- |
| 中國大陸         | 哔哩哔哩                  | 2013年4月5日－2013年6月28日  | 星期五 05:30（UTC+8）  | [ 31 ]   |
| 香港             | TVB J2                    | 2013年11月9日－2014年2月15日 | 星期六 23:00           | [ 註 3 ] |
| 台湾             | 衛視中文台                | 2014年1月20日－2月5日        | 星期一至五 20:00       |          |
| 台湾             | 衛視電影台                | 2014年3月19日－3月27日       | 星期一至五 20:00       |          |
| 台湾             | 巴哈姆特動畫瘋            | 2018年9月12日全集上架        | 2018年9月12日全集上架  |          |
| 台湾             | Disney+                   | 2022年10月12日全集上架       | 2022年10月12日全集上架 |          |
| 美国             | Funimation                | 2013年4月5日 - 6月28日       | 星期四00:00            |          |
| 第2期 第一部分   |                           |                              |                        |          |
| 臺灣             | 巴哈姆特動畫瘋            | 2022年7月14日－9月29日       | 星期四 22:35（UTC+8）  |          |
| 臺灣             | 中華電信MOD               | 2022年7月14日－9月29日       | 星期四 22:35（UTC+8）  |          |
| 臺灣             | Hami Video                | 2022年7月14日－9月29日       | 星期四 22:35（UTC+8）  |          |
| 臺灣             | LiTV 線上影視             | 2022年7月14日－9月29日       | 星期四 22:35（UTC+8）  |          |
| 臺灣             | MyVideo                   | 2022年7月14日－9月29日       | 星期四 22:35（UTC+8）  |          |
| 臺灣             | KKTV                      | 2022年7月14日－9月29日       | 星期四 22:35（UTC+8）  |          |
| 臺灣             | LINE TV                   | 2022年7月14日－9月29日       | 星期四 22:35（UTC+8）  |          |
| 臺灣             | friDay影音                | 2022年7月14日－9月29日       | 星期四 22:35（UTC+8）  |          |
| 臺灣             | Yahoo TV                  | 2022年7月14日－9月29日       | 星期四 22:35（UTC+8）  |          |
| 臺灣             | CATCHPLAY                 | 2022年7月14日－9月29日       | 星期四 22:35（UTC+8）  |          |
| 臺灣             | bbTV                      | 2022年7月14日－9月29日       | 星期四 22:35（UTC+8）  |          |
| 香港             | Viu OTT                   | 2022年7月14日－9月29日       | 星期四 22:35（UTC+8）  |          |
| 香港、澳門、臺灣 | bilibili                  | 2022年7月14日－9月29日       | 星期四 22:35（UTC+8）  | [ 32 ]   |
| 香港、臺灣       | Disney+                   | 2022年8月24日－11月2日       | 星期三 15：00（UTC+8） | [ 33 ]   |
| 中國大陸         | 哔哩哔哩                  | 2022年9月1日－               | 星期四 22:35（UTC+8）  | [ 34 ]   |
| 第2期 第二部分   |                           |                              |                        |          |
| 臺灣             | 巴哈姆特動畫瘋            | 2022年7月13日－9月28日       | 星期四 22:35（UTC+8）  |          |
| 臺灣             | 中華電信MOD               | 2022年7月13日－9月28日       | 星期四 22:35（UTC+8）  |          |
| 臺灣             | Hami Video                | 2022年7月13日－9月28日       | 星期四 22:35（UTC+8）  |          |
| 臺灣             | LiTV 線上影視             | 2022年7月13日－9月28日       | 星期四 22:35（UTC+8）  |          |
| 臺灣             | MyVideo                   | 2022年7月13日－9月28日       | 星期四 22:35（UTC+8）  |          |
| 臺灣             | KKTV                      | 2022年7月13日－9月28日       | 星期四 22:35（UTC+8）  |          |
| 臺灣             | LINE TV                   | 2022年7月13日－9月28日       | 星期四 22:35（UTC+8）  |          |
| 臺灣             | friDay影音                | 2022年7月13日－9月28日       | 星期四 22:35（UTC+8）  |          |
| 臺灣             | Yahoo TV                  | 2022年7月13日－9月28日       | 星期四 22:35（UTC+8）  |          |
| 臺灣             | CATCHPLAY                 | 2022年7月13日－9月28日       | 星期四 22:35（UTC+8）  |          |
| 臺灣             | bbTV                      | 2022年7月13日－9月28日       | 星期四 22:35（UTC+8）  |          |
| 臺灣             | 亂搭                      | 2022年7月13日－9月28日       | 星期四 22:35（UTC+8）  |          |
| 香港、澳門、臺灣 | bilibili                  | 2022年7月13日－9月28日       | 星期四 22:35（UTC+8）  |          |
| 香港             | Viu OTT                   | 2022年7月13日－9月28日       | 星期四 22:35（UTC+8）  |          |
| 香港             | Viu 頻道自選服務 (now E)  | 2022年7月13日－9月28日       | 星期四 22:35（UTC+8）  |          |
| 香港             | Viu 頻道自選服務 (now TV) | 2023年7月20日－              | 星期四 22:35（UTC+8）  |          |
| 香港、臺灣       | Disney+                   | 2023年8月9日－10月25日       | 星期三 15：00（UTC+8） |          |

### 周邊商品
從2013年7月3日開始分期發售BD和DVD錄像版本，分6卷，每卷收錄2~3話。
原生音轨专辑于2013年6月26日发售；角色曲专辑于2013年9月11日发售，均有初回版和通常版。

## 腳註
1. ↑  2013年12月7日和2014年2月1日停播。
2. ↑  2013年12月14日起改為23:05－23:35。
3. ↑  設有粵、日雙語供觀眾選擇，粵語版中連同魔界語均由粵語配音員配音。

1. ↑  Dong, Bamboo. . Anime News Network. 2013-04-05  [2014-08-14]. （原始内容存档于2021-04-23）.
2. ↑  . アニメイトタイムズ (アニメイト). 2021-03-06  [2025-06-27] （日语）.
3. ↑  . 動畫新聞網. 2012年10月7日  [2014年2月4日]. （原始内容存档于2014年1月12日） （英语）.
4. ↑  . 動畫新聞網. 2013年3月8日  [2014年2月4日]. （原始内容存档于2014年9月28日） （英语）.
5. ↑  電擊文庫MAGAZINEVol.18附錄廣播劇CD
6. 1 2 3  出自卷一履歷表。
7. ↑  動畫版更加入企圖使用魔力修理炸薯條機器而被發現的劇情。
8. ↑  事實上是使用精神感應「概念收發」。
9. ↑  .   [2013-06-18]. （原始内容存档于2013-06-29）.
10. ↑  動畫版更在其後出現她因為被魔王惹麻煩而徒手打破牆壁的誇張橋段。
11. ↑  艾伯特先鎖定了幾個意識當目的地，收信方的意念條件則是「24小時都想着魔王的人」。
12. ↑  .   [2013年6月11日]. （原始内容存档于2013年11月12日）.
13. ↑  動畫版中與沙利葉一戰更因來得晚，結果來到時戰鬥已經結束。
14. ↑  動畫版中為一開始就像因為天氣熱引致中暑，其後更患上腹痛，連半藏都忍無可忍以下以私人救護車服務將他送到醫院。
15. ↑  路西菲爾與路西法同源自同一墮天使，路西菲爾是拉丁語的讀音，而路西法為英語的讀音。原文採取的是拉丁語讀音。
16. ↑  在戰鬥期間導致的建築物破壞和人類受害全部由魔王以魔力修復和消除記憶。
17. ↑  從恐怖和悲傷的負面情緒中吸取魔力。
18. ↑  路西菲爾拾取了勇者掉落的錢包以後，利用收藏的員工證打電話到勇者的工作地點。
19. ↑  半藏曾在惠美的包裡放了追蹤器，並向貞夫通知失蹤的惠美（和千穗）的位置。
20. ↑  動畫版並無放送這一段劇情。
21. ↑  . 電視動畫「打工吧！魔王大人」官網.   [2016年9月1日]. （原始内容存档于2016年8月16日）.
22. ↑  動畫版將超薄手機改為舊式电话。
23. ↑  台灣播出中文版動畫在第1集與第2集翻譯為「無頭騎士號」，第4集仍然稱「杜拉罕號」。
24. ↑  . 電撃文庫官方網站.   [2016-12-10]. （原始内容存档于2016-12-12） （日语）.
25. 1 2 3  . 《打工吧！魔王大人》動畫官方網站.   [2016-05-25]. （原始内容存档于2016-06-09） （日语）.
26. ↑  . 電撃文庫官方網站.   [2016-05-25]. （原始内容存档于2016-06-06） （日语）.
27. ↑  . 電撃文庫官方網站.   [2016-05-25]. （原始内容存档于2016-06-11） （日语）.
28. ↑  . 《打工吧！魔王大人》動畫官方網站.   [2016-05-29]. （原始内容存档于2016-06-14） （日语）.
29. ↑  . Maousama.jp.   [2014年2月12日]. （原始内容存档于2013年12月6日） （日语）.
30. ↑  . AT-X. .   [2022-07-14]. （原始内容存档于2022-10-10）.
31. ↑  . 哔哩哔哩番劇. 2013-04-05  [2022-07-31]. （原始内容存档于2022-07-31）.
32. ↑  . 嗶哩嗶哩番劇出差. 2022-07-14  [2022-07-29]. （原始内容存档于2022-08-06）.
33. ↑  . Disney+. 2022-08-24  [2022-08-30]. （原始内容存档于2022-09-29）.
34. ↑  . 哔哩哔哩番劇. 2022-08-21  [2022-08-21]. （原始内容存档于2022-09-01）.
35. ↑  . 《打工吧！魔王大人》動畫官方網站.   [2016-05-26]. （原始内容存档于2016-05-19） （日语）.
36. ↑  . 《打工吧！魔王大人》動畫官方網站.   [2016-05-26]. （原始内容存档于2016-03-04） （日语）.
37. ↑  . 《打工吧！魔王大人》動畫官方網站.   [2016-05-26]. （原始内容存档于2016-03-04） （日语）.
38. ↑  . 《打工吧！魔王大人》動畫官方網站.   [2016-05-26]. （原始内容存档于2016-03-04） （日语）.
39. ↑  . 《打工吧！魔王大人》動畫官方網站.   [2016-05-26]. （原始内容存档于2016-06-25） （日语）.
40. 1 2 3  . 《打工吧！魔王大人》動畫官方網站.   [2016-05-26]. （原始内容存档于2016-05-12） （日语）.
41. ↑  . Lantis web site.   [2016-05-28]. （原始内容存档于2016-08-11） （日语）.

## 外部連結
- 打工吧！魔王大人 電擊文庫官方網站 （页面存档备份，存于）（日語）
- 打工吧！魔王大人 月刊漫畫電擊大王官方網站 （页面存档备份，存于）（日語）
- 電視動畫「打工吧！魔王大人」官方網站 （页面存档备份，存于）（日語）
- 電視動畫「打工吧！！魔王大人」官方網站 （页面存档备份，存于）（日語）
- 電視動畫「打工吧！魔王大人」官方的X（前Twitter）（日語）
- 電視動畫「打工吧！魔王大人」官方的Facebook專頁（日語）

{{}}